# Liste von Mühlen in Dresden

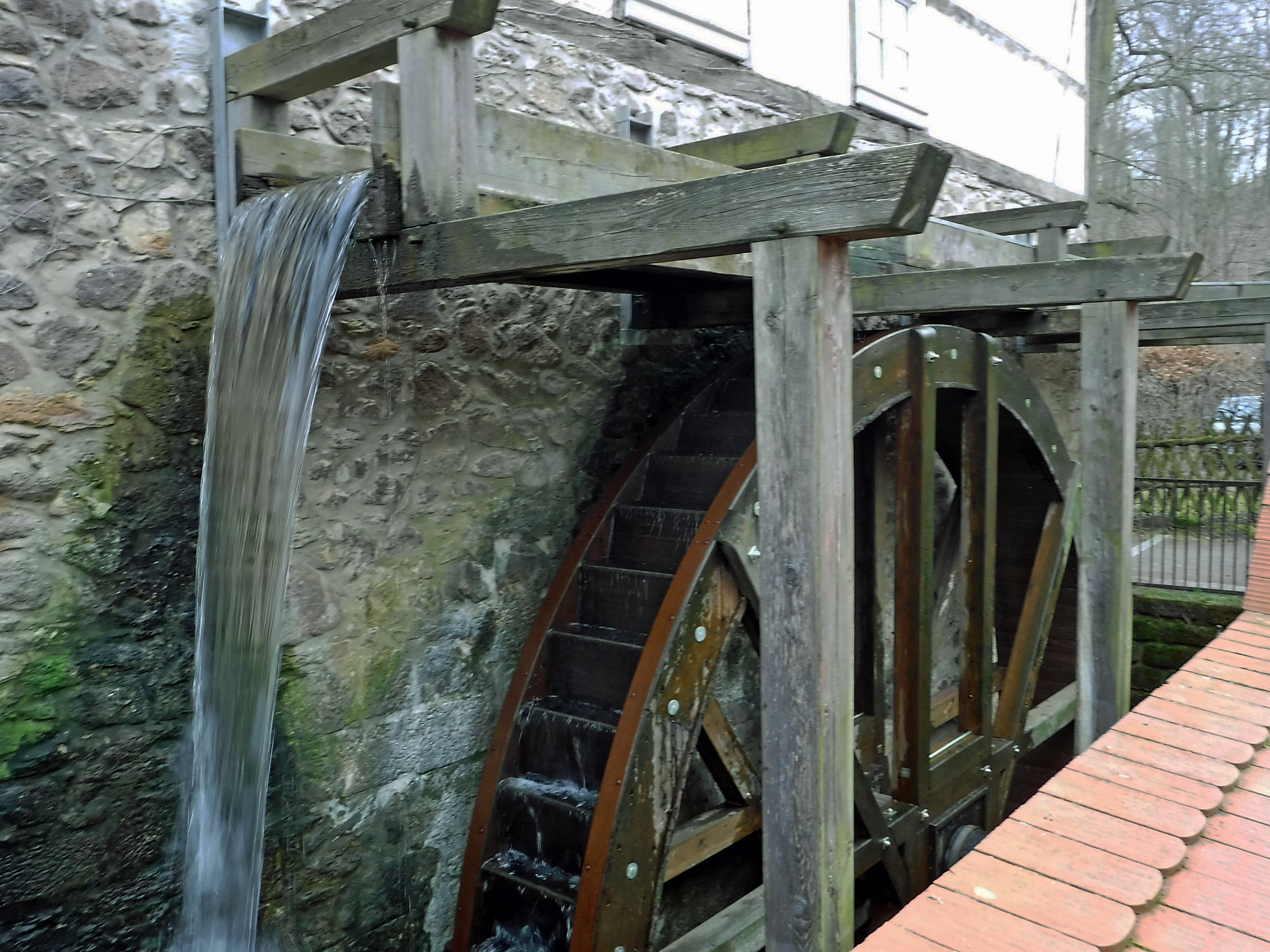
Mühlrad der Zschonermühle

Die Liste von Mühlen in Dresden und Umgebung gibt eine Übersicht über historische Wassermühlen in den links- und rechtselbischen Tälern im Raum Dresden, und zwar am Geberbach, Kaitzbach (Kaitzgrund), Gorbitzbach, Pillnitzer Bach (Friedrichsgrund), Keppbach (Keppgrund), Wachwitzbach (Wachwitzgrund), Loschwitzbach (Loschwitzgrund) und am Prießnitzbach unabhängig davon, ob sie noch existieren oder bereits verfallen und abgerissen sind. Es wurden etwa 100 Mühlenstandorte erfasst. Viele Mühlen existieren nicht mehr, einige sind umgebaut und dienen anderen Zwecken.
Bei Mühlen, die unter Denkmalschutz stehen, kann über die ID-Nummer der jeweilige Denkmaltext aus der sächsischen Denkmalliste aufgerufen werden. Die historische Bedeutung der Mühlen als Einzeldenkmale ergibt sich aus dem Denkmaltext des Landesamts für Denkmalpflege Sachsen.

## Legende
- Bild: zeigt ein Bild der Mühle und gegebenenfalls zusätzlich einen Link zu weiteren Fotos im Medienarchiv Wikimedia Commons.
- Bezeichnung: Name der Mühle und gegebenenfalls Bauwerksname des Kulturdenkmals
- Lage: Ortsteil bzw. Gemarkung sowie Straßenname und Hausnummer. Der Link Karte führt zur Kartendarstellung.
- Datierung: gibt das Jahr der Fertigstellung oder den Zeitraum der Errichtung an.
- Beschreibung: Angabe baulicher und geschichtlicher Einzelheiten, von Denkmaleigenschaften sowie ehemaligen Besitzern oder Bewohnern der Mühle
- ID: Falls die Mühle ein Kulturdenkmal ist, ist hier die ID-Nr. des Landesamts für Denkmalpflege Sachsen angegeben. Ein ggf. vorhandenes Icon  führt zu den Angaben bei Wikidata.

## Liste von Mühlen an linkselbischen Zuflüssen
Die Liste der ehemaligen Mühlen ist entsprechend der örtlichen Lage von der Quelle bis zur Mündung in die Elbe gegliedert.

### Liste von Mühlen am Tännichtgrundbach, Lotzebach und Zschonerbach
Die Liste der ehemaligen Mühlen ist entsprechend der örtlichen Lage von der Quelle bis zur Mündung in die Elbe gegliedert.
| Bild                                    | Bezeichnung                                             | Lage                                         | Datierung     | Beschreibung | ID                       |
| --------------------------------------- | ------------------------------------------------------- | -------------------------------------------- | ------------- | --- | ------------------------ |
| Weitere Bilder                          | Obere Mühle; Tännichtgrundmühle Niederwartha            | Niederwartha, Tännichtgrundstraße 18 (Karte) | 1843          | ehem. Niederwarthaer Obermühle am Tännichtgrundbach, am Ende der Tännichtgrundstraße, auch Tännichtgrundmühle oder Appeltmühle genannt, Mahl- und Schneidemühle, später Bäckerei; Wohnhaus mit angebauten Gewerbegebäude, Nebengebäude mit Uhrturm, Mühlenmodelle im Garten, Schauer, Mühlgraben sowie Mühlteich mit Überlauf und Wehr; Hauptgebäude der Mühle dient heute Wohnzwecken, Sägemühle bis heute sporadisch und elektrisch betrieben, 1842 als Mahl- und Schneidemühle errichtet, Gewerbegebäude mit verbrettertem Fachwerkobergeschoss, baugeschichtlich, technikgeschichtlich und ortsgeschichtlich bedeutend. | 09275234                 |
| Weitere Bilder                          | Untere Mühle, Reibigmühle oder Rysselmühle Niederwartha | Niederwartha, Weistropper Straße 3 (Karte)   | nach 1750     | ehem. Reibigmühle, Rysselmühle oder Niederwarthaer Untermühle am Tännichtgrundbach. Ehemalige Mühle (mit Bäckerei) und Mühlgraben; Mühle schon im 14. Jh. erwähnt, 1894 umfassender Umbau zu Mühle mit Bäckerei, ab 1927 als „Reibig-Mühle“ bis 1960 in Betrieb, Hauptgebäude seit 2010 Wohnhaus, Mühlgraben mit verbrettertem Überbau, baugeschichtlich, technikgeschichtlich und ortsgeschichtlich bedeutend. | 09275231                 |
| Weitere Bilder                          | Lochmühle (Oberwartha)                                  | Oberwartha, Lotzebachstraße 27 (Karte)       | 1809          | ehem. „Lochmühle Waldfrieden“ Oberwartha am Lotzebach, später Gaststätte und Ferienheim, 2010 Umbau zum Wohnhaus. Ehemaliges Mühlengebäude; markantes Fachwerkgebäude mit seitlichem Portal, ortsgeschichtlich und baugeschichtlich von Wert sowie landschaftsgestalterisch bedeutend. | 09275133                 |
| Weitere Bilder                          | Waldmühle Brabschütz                                    | Brabschütz, Lotzebachstraße 31 (Karte)       | um 1870       | ehem. Waldmühle Brabschütz am Lotzebach, Getreidemühle, 1943 stillgelegt; Haupthaus einer ehemaligen Kornmühle; später als Gasthaus genutzt, wissenschaftlich-dokumentarischer Wert als noch erhaltenes Beispiel der Mühlenbau-Tradition, baugeschichtlich, ortsgeschichtlich und technikgeschichtlich bedeutend. | 09283221                 |
| Weitere Bilder                          | Talmühle Cossebaude                                     | Cossebaude, Talstraße 10 (Karte)             |               | ehem. Talmühle Cossebaude am Lotzebach, Mahlbetrieb bis 1950, am Ende der 1990er Jahre abgerissen |                          |
| Weitere Bilder                          | Schulzenmühle Steinbach                                 | Steinbach, Am Mühlberg 2 (Karte)             | Mitte 19. Jh. | ehem. Schulzenmühle Steinbach am Zschonerbach; Wohnhaus, Scheune, Seitengebäude und Hofeinfahrt eines ehemaligen Mühlengehöfts; seit der 2. Hälfte des 19. Jahrhunderts im Besitz der Familie Schulze und als Ausflugsgaststätte betrieben, Scheune mit den ortstypischen ziegelversetzten Rundbogenöffnung, als charakteristische ländliche Gebäude ihrer Zeit baugeschichtlich bedeutend, als einstige Mühle des Ortes und traditionsreiches Gaststätte auch ortsgeschichtlich von Belang. | 09283225                 |
| Direkt Bild zu diesem Denkmal hochladen | Scheunenmühle Podemus                                   | Podemus, Podemuser Hauptstraße 11 (Karte)    |               | ehem. Scheunenmühle Podemus |                          |
| Weitere Bilder                          | Zschonermühle Podemus                                   | Podemus, Zschonergrund 2 (Karte)             | 1812          | ehem. Zschonermühle am Zschonerbach; Hofanlage mit Mühlengebäude einschl. Wasserrad und Kammrad im Inneren, Gesindehaus, Scheune mit Anbau, Torbogen, Mauerresten eines vierten Gebäudes und Reste der Hofpflasterung, dazu Steinbogenbrücke aus gesetztem Sandstein und Bruchsteinmauer um den zur Mühle gehörenden Weinberg; bemerkenswertes Fachwerkensemble, anschaulich erhaltener Mühlen-Komplex, baugeschichtlich, ortsgeschichtlich und technikgeschichtlich bedeutend, zudem in dieser Form und im Großraum Dresden singulär, heute Gasthaus und Kulturzentrum.                                                    | 09283195                 |
| Weitere Bilder                          | Weltemühle Dresden-Kemnitz                              | Dresden-Kemnitz, Merbitzer Straße 53 (Karte) |               | ehem. Weltemühle Dresden-Kemnitz am Zschonerbach, ab 1870 Gastwirtschaft und Ausflugslokal, jetzt Hotel | Wikidata-Objekt anzeigen |
| Direkt Bild zu diesem Denkmal hochladen | Schneidemühle Cotta                                     | Dresden-Cotta, Flügelweg (Karte)             |               | ehem. Schneidemühle Cotta, 1893 erbaut, 1897 zerstört; eine alte Getreidemühle in Altcotta wurde bereits 1575 stillgelegt |                          |

### Liste von Mühlen an der Weißeritz
Die Liste der ehemaligen Mühlen ist entsprechend der örtlichen Lage von der Quelle bis zur Mündung in die Elbe gegliedert.
| Bild                                    | Bezeichnung                                                                                          | Lage                                                                | Datierung         | Beschreibung | ID       |
| --------------------------------------- | --- | ------------------------------------------------------------------- | ----------------- | --- | -------- |
|                                         | Eisenhammer Dölzschen; später König-Friedrich-August-Hütte                                           | Dresden-Dölzschen, Tharandter Straße 199-200 (Karte)                | 1795              | Eisenhammer, aus einem Hammerwerk hervorgegangen, das der Hammerschmied Johann Gottfried Ulbricht 1795 in Betrieb nahm (mit Schlussstein „JGU 1795“ über dem Portal der Hüttenschänke), ab 1827 im Besitz von Carl Friedrich August Dathe von Burgk (1791–1872), später König-Friedrich-August-Hütte, nur Nutzung der Wasserkraft, aber keine Mühle. Ehem. Hüttenschänke unter Denkmalschutz. | 09210560 |
| Weitere Bilder                          | Pulvermühle Coschütz; Kommiß- und Garnisonsmühle; Weizenmühle der König-Friedrich-August-Mühlenwerke | Dresden- Coschütz, Heidenschanze 3 (Karte)                          | 1903-1905         | ehem. Pulver- oder Weizenmühle Coschütz, auch als Kupferhammer, Garnisonsmühle oder Kommißmühle bezeichnet. Mühlengebäude mit Siloturm; Mühlenstandort seit 1770, 1885 Bau einer Großmühle, betrieben von der sächsischen Armee, 1903 Übernahme durch die Gebrüder Braune (König-Friedrich-August-Mühle) und Verbindung mit der benachbarten Großbäckerei, 1917 Bau des weithin sichtbaren Siloturms, Anlage von ortsgeschichtlicher, technikgeschichtlicher und städtebaulicher Bedeutung. | 09211926 |
| Weitere Bilder                          | Neumühle Dölzschen; Mühle und Brotfabrik Gebrüder Braune, König-Friedrich-August-Mühle               | Dresden-Dölzschen, Tharandter Straße 117a; 117b; 117c; 117d (Karte) | 1889              | ehem. Neumühle, seit 1844 im Besitz von Gottfried Braune, daher auch als Braunesche Weizenmühle oder Braunesche Brotfabrik bezeichnet. Seine Söhne vereinigen diese Mühle 1903 mit der Weizenmühle Coschütz zur König-Friedrich-August-Mühle, später auch als König-Friedrich-August-Mühlenwerke AG. Erweiterungsbauten 1899/1900 durch Baumeister Ferdinand Fichtner sowie Neubau 1917/18 des östlichen Teils durch die Firma Wayss & Freytag in moderner Stahlbetonkonstruktion (Architekt: Hermann Viehweger), nach 1945 Konsum-Backwarenbetrieb, nach 1990 ruinös, ab 2016 Umbau zur Wohnanlage. | 09304893 |
| Weitere Bilder                          | Alte und Neue Königsmühle Dölzschen                                                                  | Dresden-Dölzschen, Tharandter Straße 105; 109 (Karte)               | 1878              | ehem. Mühle; Alte und Neue Königsmühle, jetzt zu Apartments umgebaut. Wohn-, Verwaltungs- und Mühlengebäude von 1858, Mühlengebäude von 1878 sowie Lagergebäude um 1890; Komplex der einstigen Dampfmühlen-Aktiengesellschaft zu Dresden, jüngeres Mühlengebäude mit markanter Klinkerfassade, baugeschichtlich und industriegeschichtlich bedeutend. | 09210563 |
|                                         | Buschmühle                                                                                           | Dresden-Coschütz, Am Eiswurmlager 1                                 |                   | ehem. Mühle; Buschmühle (Coschütz), auch als Schweizer- oder Grundmühle im Plauenschen Grund bezeichnet, 1857 beim Bau der Felsenkeller-Brauerei abgerissen, genaue Lage unklar |          |
| Weitere Bilder                          | Bienertmühle oder Hofmühle Plauen                                                                    | Dresden-Plauen, Altplauen 11-27 (Karte)                             | 2. Hälfte 19. Jh. | ehem. Bienertmühle Plauen. Sachgesamtheit mit folgenden Einzeldenkmalen: Mühlenkomplex mit Maschinenhaus, Turbinenraum, Kesselhaus, Weizenmühle, Roggenmühle, Mehlspeicher sowie zahlreichen Gebäuden. Siehe auch: Anmerkungen zu Mühlen der Müllerfamilie Bienert. | 09306682 |
|                                         | Tuch-Walkmühle Plauen                                                                                | Dresden-Plauen, Hofmühlenstraße (Karte)                             |                   | ehem. Tuch-Walkmühle und Furnierschneidemühle, am Hofmühlengraben, 1898 abgerissen, genaue Lage unklar |          |
| Direkt Bild zu diesem Denkmal hochladen | Wassermühle Gebrüder Moses                                                                           | Dresden-Löbtau, Reisewitzer Straße (Karte)                          |                   | ehem. Wassermühle Gebrüder Moses am Mühlenhof der Familie Moses, genaue Lage unklar |          |

### Liste von Mühlen am Weißeritzmühlgraben
Im Stadtgebiet von Dresden gab es am Weißeritzmühlgraben zahlreiche Mühlen und Fabrikanlagen, die um 1900 im Rahmen der Stadterneuerung abgerissen wurden oder 1937 endgültig stillgelegt wurden.
| Bild                                    | Bezeichnung                        | Lage                                                                | Datierung | Beschreibung | ID |
| --------------------------------------- | ---------------------------------- | ------------------------------------------------------------------- | --------- | --- | -- |
|                                         | Walkmühle Dresden                  | Dresden-Löbtau, Fabrikstraße (Karte)                                |           | ehem. Walkmühle, um 1550/60 erbaut, später Kistenfabrik und Sägewerk Richard Hentschel, 1934 abgebrochen. |    |
|                                         | Spiegelschleife Plauen             | Dresden-Löbtau, Am Weißeritzmühlgraben 14 / Fabrikstraße 48 (Karte) |           | ehem. Mühle; Spiegelschleife am Weißeritzmühlgraben, um 1700 als Eisenhammer erbaut, ab 1712 Schleif- und Poliermühle, von 1887 bis 1945 Schokoladenfabrik Lippold, nach der Zerstörung von 1945 abgebrochen. |    |
|                                         | Pulvermühle Dresden                | Dresden-Löbtau, Weißeritzmühlgraben 13 (Karte)                      |           | ehem. Pulvermühle, am Weißeritzmühlgraben, 1576 erbaut von Paul Buchner, mehrmals explodiert, 1875 stillgelegt, später Getreidemahlmühle.                                                                     |    |
|                                         | Kanonenbohrwerk Dresden            | Dresden-Löbtau, Siebenlehner Straße (Karte)                         |           | ehem. Kanonenbohrwerk Dresden, am Weißeritzmühlgraben, 1554 als Kupferhammer, ab 1765 als Bohrwerk betrieben.                                                                                                 |    |
| Direkt Bild zu diesem Denkmal hochladen | Würzmühle                          | Dresden-Plauen, Zwickauer Straße 50 (Karte)                         |           | ehem. Würzmühle, am Weißeritz-Mühlgraben, Polier- und Schleifmühle, 1550/76 erbaut, 1895 abgebrochen |    |
| Direkt Bild zu diesem Denkmal hochladen | Kunadmühle                         | Dresden-Plauen, Kunadstraße (Karte)                                 |           | ehem. Kunadmühle am Weißeritz-Mühlgraben, um 1500 als Getreidemahlmühle erbaut, 1895 abgebrochen |    |
| Direkt Bild zu diesem Denkmal hochladen | Papiermühle                        | Dresden-Wilsdruffer Vorstadt, Papiermühlgasse (Karte)               |           | ehem. Papiermühle am Weißeritz-Mühlgraben, vor 1493 erbaut, bis 1914 in Betrieb |    |
| Direkt Bild zu diesem Denkmal hochladen | Poppitzer Mühle oder Tabakmühle    | Dresden-Altstadt, Sternplatz (Karte)                                |           | ehem. Poppitzer Mühle oder Tabakmühle, seit 1766 in Betrieb, 1865 abgebrannt und abgerissen |    |
|                                         | Bäckermühle (Beisertmühle) Dresden | Dresden-Altstadt, Annenstraße 13 / Ecke Freiberger Platz 2 (Karte)  |           | ehem. Bäckermühle (Beisertmühle, auch Obermühle) Dresden, links vom Weißeritz-Mühlgraben, 1455 als Getreidemahlmühle, 1937 stillgelegt, 1945 zerstört                                                         |    |
|                                         | Hofmühle (Beisertmühle) Dresden    | Dresden-Altstadt, Annenstraße 13 / Ecke Freiberger Platz 2 (Karte)  |           | ehem. Hofmühle (Beisertmühle) Dresden, rechts vom Weißeritz-Mühlgraben, um 1400 als Getreidemahlmühle, 1937 stillgelegt, 1945 zerstört                                                                        |    |
| Direkt Bild zu diesem Denkmal hochladen | Damm-Mühle                         | Dresden-Altstadt, Große Zwingerstraße (Karte)                       |           | ehem. Damm-Mühle am Weißeritz-Mühlgraben (urspr. Hofmühle), als Getreidemahlmühle betrieben, 1874 abgebrochen, danach Druckerei B. G. Teubner                                                                 |    |
| Direkt Bild zu diesem Denkmal hochladen | Silberhammer                       | Dresden-Altstadt, Ostra-Allee (Karte)                               |           | ehem. Silberhammer (Münze), 1622 zur Münzprägung genutzt, 1898 abgebrochen, hier 1912/13 Schauspielhaus errichtet                                                                                             |    |
| Direkt Bild zu diesem Denkmal hochladen | Nudelmühle                         | Dresden-Altstadt, Ostra-Allee 6 (Karte)                             |           | ehem. Nudelmühle (auch Macaroniemühle), 1773 erbaut, 1972 Abbruch der Ruine |    |
| Direkt Bild zu diesem Denkmal hochladen | Schmelzmühle                       | Dresden-Altstadt, Kleine Packhofstraße / Devrientstraße (Karte)     |           | ehem. Schmelzmühle, 1606 erbaut, 1899 abgebrochen |    |
| Direkt Bild zu diesem Denkmal hochladen | Schleifmühle                       | Dresden-Altstadt (Karte)                                            |           | ehem. Schleifmühle, um 1632 als Eisenhammer erbaut, später Glashütte sowie Schleif- und Poliermühle, 1862 abgebrochen                                                                                         |    |

### Liste von Mühlen am Kaitzbach und Nöthnitzbach
Die Liste der ehemaligen Mühlen ist entsprechend der örtlichen Lage von der Quelle bis zur Mündung in die Elbe gegliedert.
| Bild                                    | Bezeichnung                                    | Lage                                        | Datierung                             | Beschreibung | ID       |
| --------------------------------------- | ---------------------------------------------- | ------------------------------------------- | ------------------------------------- | --- | -------- |
|                                         | Ehrlichsmühle; Kuchenmühle Coschütz            | Dresden- Coschütz (Karte)                   |                                       | ehem. Ehrlichsmühle, später nach der Nutzung auch Guts-, Knochen- oder Kuchenmühle genannt, am Kaitzbach. 1952 beim Anlegen der Absetzbecken für die Uranaufbereitungsanlage (Fabrik 95) der Wismut AG abgerissen. |          |
| Direkt Bild zu diesem Denkmal hochladen | Waltersmühle oder Adamsmühle Kaitz             | Dresden-Kaitz, Kaitzgrund 31 (Karte)        |                                       | ehem. Adamsmühle oder Sängermühle (auch Claus-, Walters- oder Herrmannsmühle genannt), am Kaitzbach. 1955 beim Anlegen der Absetzbecken für die Uranaufbereitungsanlage (Fabrik 95) der Wismut AG abgerissen. |          |
|                                         | Zschachlitzmühle oder Köhlermühle Kaitz        | Dresden-Kaitz, Kaitzgrund 30 (Karte)        | 1771                                  | ehem. Köhler- oder Zschachlitzmühle (auch Mittelmühle) am Kaitzbach.1955 als Vorsichtsmaßnahme, Zerstörung bei einem eventuellen Dammbruch der Uranaufbereitungsanlage (Fabrik 95) der Wismut AG, abgerissen. |          |
|                                         | Grundmühle oder Hofemühle Kaitz                | Dresden-Kaitz, Altkaitz 6 (Karte)           | 2. Hälfte 18. Jh. / 1. Hälfte 19. Jh. | ehem. Grundmühle oder Hofemühle Kaitz am Kaitzbach, gehörte zum Mühlengut Kaitz; Wohnhaus, Seitengebäude, Scheune und Torbogen einer ehemaligen Mühlenanlage; baugeschichtlich und ortsgeschichtlich bedeutend. | 09211957 |
| Direkt Bild zu diesem Denkmal hochladen | Palitzschmühle Mockritz                        | Dresden-Mockritz (Karte)                    |                                       | ehem. Palitzschmühle Mockritz am Kaitzbach, genaue Lage unklar |          |
|                                         | Mockritzer Mühle                               | Dresden-Mockritz, Münzteichweg 19 (Karte)   |                                       | ehem. Mockritzer Mühle unterhalb des Münzteichs am Kaitzbach, später ein Ausflugslokal |          |
|                                         | Standort der Strehlener Mühle; jetzt Mietshaus | Dresden-Strehlen, Dohnaer Straße 18 (Karte) | 1893                                  | ehem. Strehlener Mühle am Kaitzbach, ab 1870 Dampfmühle, 1883 abgebrannt und durch ein Mietshaus ersetzt, danach Bäckerei. Mietshaus, Eckhaus in geschlossener Bebauung; dreigeschossig mit viergeschossig erhöhter Ecke mit Eckturm und Erker, historisierend, ursprüngliche Flur- und Treppenhausausstattung teilweise erhalten, als erstes städtisches Haus im Dorf anstelle der 1883 abgebrannten Wassermühle gebaut, Bauherr war Bäckermeister Louis Haase, Bäckerei bis heute, baugeschichtlich bedeutsam. | 09212272 |
| Weitere Bilder                          | Eutschützer Mühle                              | Bannewitz, Mühlenweg 2 (Karte)              | vor 1800                              | ehem. Eutschützer Mühle am Nöthnitzbach im Landkreis Sächsische Schweiz-Osterzgebirge, urspr. Ölmühle, Ortslage Eutschütz, ab 1865 Gaststätte. |          |
|                                         | Mühle Rosentitz                                | Bannewitz, Gostritzer Straße 3 (Karte)      | um 1800                               | ehem. Mühle Rosentitz am Nöthnitzbach, Ortslage Rosentitz, im Landkreis Sächsische Schweiz-Osterzgebirge. Ehemalige Mühle; nahe bei Schloss Nöthnitz, Obergeschoss Fachwerk, baugeschichtliche und ortsgeschichtliche Bedeutung. | 08964253 |
|                                         | Standort der Leubnitzer Mühle; jetzt Wohnhaus  | Dresden-Leubnitz, Altleubnitz 14 (Karte)    |                                       | ehem. Leubnitzer Mühle am Leubnitzbach, nach 1540 (Auflösung des Klosters) Betrieb eingestellt; Häusleranwesen mit Toreinfahrt und Einfriedung; charakteristischer ländlicher Bau seiner Zeit, Teil des Dorfkerns von Altleubnitz, baugeschichtlich und ortsentwicklungsgeschichtlich bedeutend. | 09212010 |

### Liste von Mühlen am Geberbach
Die Liste der ehemaligen Mühlen ist entsprechend der örtlichen Lage von der Quelle bis zur Mündung in die Elbe gegliedert.
| Bild                                    | Bezeichnung                       | Lage                                          | Datierung | Beschreibung | ID       |
| --------------------------------------- | --------------------------------- | --------------------------------------------- | --------- | --- | -------- |
| Weitere Bilder                          | Golberoder Mühle                  | Golberode, Gebergrund (Karte)                 |           | ehem. Golberoder Mühle oder Fischermühle am Geberbach im Landkreis Sächsische Schweiz-Osterzgebirge |          |
| Direkt Bild zu diesem Denkmal hochladen | Mühle Goppeln                     | Goppeln, Gebergrund (Karte)                   |           | ehem. Mühle Goppeln am Geberbach im Landkreis Sächsische Schweiz-Osterzgebirge, genaue Lage unklar |          |
| Direkt Bild zu diesem Denkmal hochladen | Schlossmühle Nickern              | Dresden-Nickern, Altnickern 2 (Karte)         |           | ehem. Herrenmühle (Rittergutsmühle) Nickern am Geberbach, 1945 zerstört, genaue Lage unklar |          |
| Direkt Bild zu diesem Denkmal hochladen | Mittlere Wassermühle Nickern      | Dresden-Nickern, Altnickern (Karte)           |           | ehem. Mittlere Wassermühle Nickern am Geberbach, genaue Lage unklar |          |
| Direkt Bild zu diesem Denkmal hochladen | Alte Mühle Nickern                | Dresden-Nickern, Gaustritzer Str. 4-6 (Karte) |           | ehem. Alte Mühle Nickern (auch Untere Mühle) am Geberbach, 1979 nach Brand abgerissen |          |
|                                         | Dobritzer Mühle (auch Zwirnmühle) | Dresden-Dobritz, Altdobritz 14-15 (Karte)     | 1789      | ehem. Dobritzer Mühle (auch Zwirnmühle); Gehöft bestehend aus Mühlengebäude mit seitlicher Vorlaube und Torhaus sowie Wohnhaus einschl. Anbau; straßenbildprägendes, geschlossenes Ensemble, Gebäude mit Fachwerk bau- und stadtentwicklungsgeschichtlich bedeutend. | 09213620 |

### Liste von Mühlen am Lockwitzbach
Die Liste der ehemaligen Mühlen ist entsprechend der örtlichen Lage von der Quelle bis zur Mündung in die Elbe gegliedert.
| Bild                                    | Bezeichnung                                  | Lage                                                       | Datierung     | Beschreibung | ID       |
| --------------------------------------- | -------------------------------------------- | ---------------------------------------------------------- | ------------- | --- | -------- |
|                                         | Schmidts-Mühle; Lockwitzer Papierfabrik      | Dresden-Lockwitz, Lockwitzgrund 100 (Karte)                | um 1800       | ehem. Schmidts-Mühle (auch Untere Borthen-Mühle), urspr. Getreidemühle, von 1868 bis 1876 Lockwitzer Papierfabrik und von 1890 bis 1946 Makkaronifabrik, jetzt Pension. Zwei Fabrikgebäude; zwei- bzw. dreigeschossig mit Kniestock bzw. Mezzanin und flachen Walmdächern, das nördliche ist mit genutetem Sockel und Putzspiegeln etwas aufwendiger gestaltet.                                                                                 | 09215805 |
| Weitere Bilder                          | Kakaomühle Lockwitz                          | Dresden-Lockwitz, Lockwitzgrund 62 (Karte)                 | um 1800       | ehem. Kakaomühle Lockwitz (auch Hintermühle oder Richtermühle), von 1886 bis 1928 Teil der Schokoladenfabrik Otto Rüger („Untere Fabrik“), seit 1931 Wohnhaus; Wohnhaus, Seitengebäude und Verbindungsgang eines Gehöftes; möglw. die ehem. Kakao-Mühle, bau- und ortsgeschichtlich bedeutend. | 09215874 |
| Direkt Bild zu diesem Denkmal hochladen | Obermühle Lockwitz                           | Dresden-Lockwitz, An der Obermühle (Karte)                 | 1. H. 19. Jh. | ehem. Obermühle Lockwitz (später Dampfmühle Paul Blischke), urspr. Getreidemühle, dann Dampfmühle bis 1951, 1995 abgerissen, jetzt Wohnhäuser, genaue Lage unklar |          |
|                                         | Wehranlage Lockwitz                          | Dresden-Lockwitz, Am Wehr (Karte)                          |               | Wehranlage Lockwitz, Abzweig des Mühlgrabens zur Hänichenmühle; Vollautomatisches Segmentwehr; in Dresden und darüber hinaus landesweit das einzige vollautomatische Segmentwehr, bemerkenswertes technisches Denkmal seiner Zeit, technikgeschichtlich bedeutend. | 09215819 |
| Weitere Bilder                          | Mittelmühle; Hänichenmühle; Lockwitzer Mühle | Dresden-Lockwitz, Preußerstraße 8; 10 (Karte)              | 1814          | ehem. Lockwitzer Mühle (auch Hänichenmühle oder Mittelmühle Lockwitz), Mahlbetrieb bis 1956; Wohnhaus, Mühlengebäude (im Innern noch Radwelle vorhanden), Einfriedungsmauer und niedrigere, den seitliche Weg begrenzende Sandsteinmauer; am Mühlengebäude Sgraffitos aus den 1950er Jahren, bau-, orts- und technikgeschichtlich sowie landschaftsgestalterisch bedeutendes Ensemble (siehe auch Wehranlage Lockwitz und Hänichen-Mühlgraben). | 09215818 |
| Direkt Bild zu diesem Denkmal hochladen | Zuckermühle Lockwitz                         | Dresden-Lockwitz, An der Niedermühle 4 (Karte)             |               | ehem. Zuckermühle Lockwitz, 1867 abgerissen, genaue Lage unklar |          |
| Direkt Bild zu diesem Denkmal hochladen | Niedermühle Lockwitz                         | Dresden-Lockwitz, An der Niedermühle 6 (Karte)             |               | ehem. Niedermühle Lockwitz, 1928 Umbau zur Hornmehlmühle, bis 1956 als Wassermühle, 1990 Betrieb eingestellt, jetzt Wohnungen. |          |
|                                         | Dankelmannmühle Niedersedlitz                | Dresden-Niedersedlitz, Mühlenstraße 10 (Karte)             |               | ehem. Dankelmannmühle in Niedersedlitz, ab 1873 Dampfmühle sowie Mehl- und Brotfabrik, 1892 abgebrannt, von 1953 bis 1991 als Gewürzmühle vom VEB Weizenin genutzt, 2008 abgerissen |          |
| Direkt Bild zu diesem Denkmal hochladen | Alte Mühle Großzschachwitz                   | Dresden-Großzschachwitz, Bahnhofstraße 70 (Karte)          |               | ehem. Alte Mühle Großzschachwitz, 1908 Abbruch der Nebengebäude, bis 1950 als Getreidemühle in Betrieb, jetzt „Dresdner Mühlenbäckerei“. |          |
|                                         | Alte Mälzerei Kleinzschachwitz               | Dresden-Kleinzschachwitz, Berthold-Haupt-Straße 83 (Karte) |               | ehem. Papiermühle in Kleinzschachwitz, ab 1886 Brauerei, von 1906 bis 1981 Mälzerei, seit 2004 Senioren-Residenz |          |
| Direkt Bild zu diesem Denkmal hochladen | Sägemühle Spalteholz Laubegast               | Dresden-Laubegast, Österreicher Straße 93 (Karte)          |               | keine Wassermühle, ehem. Sägemühle in Laubegast, ab 1867 Dampfsägewerk Oswald Spalteholz in Laubegast, danach ab 1896 Schiffswerft Laubegast. Ab 1913 Sägewerk Mitzscherling & Co am neuen Standort (Kleinzschachwitz, Kleinzschachwitzer Ufer) bis in die 1960er Jahre, genaue Lage unklar |          |

## Liste von Mühlen an rechtselbischen Zuflüssen
Die Liste der ehemaligen Mühlen ist entsprechend der örtlichen Lage von der Quelle bis zur Mündung gegliedert.

### Liste von Mühlen am Lausenbach und Roten Graben
Die Liste der ehemaligen Mühlen ist entsprechend der örtlichen Lage von der Quelle bis zur Mündung in die Große Röder gegliedert.
| Bild                                    | Bezeichnung                      | Lage                                                   | Datierung | Beschreibung | ID       |
| --------------------------------------- | -------------------------------- | ------------------------------------------------------ | --------- | --- | -------- |
| Direkt Bild zu diesem Denkmal hochladen | Holler-Mühle Lausa               | Dresden-Weixdorf, An den Teichen (Karte)               |           | ehem. Holler-Mühle Lausa am Lausenbach, nach 1917 abgerissen, genaue Lage unklar. Ortslage Lausa. |          |
|                                         | Alte Mühle; Felchner-Mühle Lausa | Dresden-Weixdorf, An den Teichen 15 (Karte)            | 1840      | ehem. Alte Mühle oder Felchner-Mühle Lausa am Lausenbach. Ortslage Lausa. Ländliches Gebäude; wohl ehemalige Gesindehaus der Mühle, verbrettertes Oberschoss vermutlich noch mit Fachwerkkonstruktion, eines der wenigen weitgehend original anmutenden Bauten im Bereich Lausa / Friedersdorf und Weixdorf, baugeschichtlich und ortsgeschichtlich bedeutend. | 09283931 |
| Direkt Bild zu diesem Denkmal hochladen | Lausenbachmühle Lausa            | Dresden-Weixdorf, Königsbrücker Landstraße 470 (Karte) |           | ehem. Lausenbachmühle Lausa am Lausenbach, an der Flurgrenze von Lausa zu Hermsdorf, 1975 stillgelegt. Ortslage Lausa. |          |
| Direkt Bild zu diesem Denkmal hochladen | Brettmühle Günther Langebrück    | Dresden-Langebrück (Karte)                             |           | ehem. Brettmühle im 16. Jh. von Matthes Günther Langebrück in der Dresdner Heide betrieben, genaue Lage unklar |          |
|                                         | Teichmühle Langebrück            | Dresden-Langebrück, Hauptstraße 50; 50a (Karte)        | 1804      | ehem. Teichmühle Langebrück am Roten Graben, im 16. Jh. von Matthes Günther (gemeinsam mit der Brettmühle) betrieben, um 1930 zum Wohnhaus umgebaut; Wohnhaus, Seitengebäude im Winkel, Holzscheune und Hofmauer; Standort der ehemaligen Teichmühle aus dem 16. Jh., Neubau bezeichnet im Türsturz und Umbau zum Wohnhaus, Scheune mit Anbau im Winkel, ortsgeschichtlich von Bedeutung und als Zeugnis ländlicher Architektur und Volksbauweise seiner Zeit baugeschichtlich bedeutend. | 09284835 |
|                                         | Kunath-Mühle Schönborn           | Dresden-Schönborn (Karte)                              |           | ehem. Kunath-Mühle Schönborn an der Großen Röder, abgerissen |          |

### Liste von Mühlen an der Prießnitz
Die Liste der ehemaligen Mühlen ist entsprechend der örtlichen Lage von der Quelle bis zur Mündung in die Elbe gegliedert.
| Bild                                    | Bezeichnung                         | Lage                                            | Datierung | Beschreibung | ID                       |
| --------------------------------------- | ----------------------------------- | ----------------------------------------------- | --------- | --- | ------------------------ |
|                                         | Standort Dorfmühle Weißig           | Dresden-Weißig, Südstraße 11 (Karte)            |           | ehem. Dorfmühle Weißig am Weißiger Dorfbach, 1848 abgebrannt |                          |
| Weitere Bilder                          | Todmühle oder Ullersdorfer Mühle    | Ullersdorf, Ullersdorfer Mühle 2 (Karte)        |           | ehem. Todmühle oder Ullersdorfer Mühle im Landkreis Bautzen | Wikidata-Objekt anzeigen |
| Direkt Bild zu diesem Denkmal hochladen | Weißiger Heidemühle                 | Dresden-Weißig, Ullersdorfer Landstraße (Karte) |           | ehem. Weißiger Heidemühle an der Prießnitz, 1841 abgebrannt, neu aufgebaut in der Dresdner Heide (Radeberger Landstraße 100) |                          |
| Weitere Bilder                          | Heidemühle                          | Dresden, Radeberger Landstraße 100 (Karte)      | 1906      | ehem. Heidemühle (auch Haidemühle) Langebrück; Wohnhaus und Nebengebäude mit turmartigem Eckerker; ersteres wohl das Müllerwohnhaus, malerisch wirkende und gestalterisch markante Gebäudegruppe mit Zierfachwerk, bau- und ortsgeschichtlich bedeutend. | 09217015                 |
| Direkt Bild zu diesem Denkmal hochladen | Wassermühle am Prießnitz-Wasserfall | Dresden-Klotzsche, Dresdner Heide (Karte)       |           | ehem. Wassermühle am Prießnitz-Wasserfall (Brettmühle), bis 1767 nachweisbar |                          |
| Direkt Bild zu diesem Denkmal hochladen | Holzschneidemühle Antonstadt        | Dresden-Neustadt, An der Prießnitz (Karte)      |           | ehem. Holzschneidemühle Antonstadt im 15./16. Jh. |                          |

### Liste von Mühlen am Loschwitzbach
Die Liste der ehemaligen Mühlen ist entsprechend der örtlichen Lage von der Quelle bis zur Mündung in die Elbe gegliedert.
| Bild           | Bezeichnung                                      | Lage                                         | Datierung     | Beschreibung | ID       |
| -------------- | ------------------------------------------------ | -------------------------------------------- | ------------- | --- | -------- |
| Weitere Bilder | Lohmühle Bühlau                                  | Dresden-Bühlau, Grundstraße 171 (Karte)      | Mitte 19. Jh. | ehem. Lohmühle Bühlau, 1847 durch Brand zerstört und etwa 100 m oberhalb als Mehl- und Ölmühle neu errichtet, später als Dampfwäscherei und bis 1944 als Bäckerei in Betrieb. Der Schornstein wurde 1930 abgerissen und der ehem. Mühlteich 1931 zum Bühlauer Bad umgebaut. Komplex aus Mühlenwohnhaus und zwei Mühlengebäuden; ursprünglich eine Mitte des 19. Jahrhunderts errichtete Lohmühle, bis 1890 als Mehl- und Ölmühle genutzt, ergänzt um eine Dampfmühle mit Scheunenanbau sowie Bäckerei, bis 1944 in Betrieb, nachfolgend alle Gebäude zu Wohngebäuden umgebaut, letzter erhaltener Mühlenstandort an der Grundstraße, ortshistorisch von Bedeutung.                                                                | 09211046 |
|                | Standort der Bärmühle Rochwitz                   | Dresden-Rochwitz, Grundstraße 116 (Karte)    |               | Standort der ehem. Bärmühle Rochwitz |          |
| Weitere Bilder | Zeibigmühle Loschwitz                            | Dresden-Bühlau, Grundstraße 147-149 (Karte)  |               | ehem. Zeibigmühle Loschwitz, die „romantischste Mühle im Loschwitzgrund“, von Ludwig Richter als Motiv zur Illustration des Volksliedes „In einem kühlen Grunde …“ gezeichnet, bis um 1900 in Betrieb, 1936 abgebrochen. |          |
|                | Standort der Damm- oder Nudelmühle Loschwitz     | Dresden-Loschwitz, Grundstraße 98 (Karte)    |               | ehem. Damm- oder Nudelmühle Loschwitz, Mahlmühle, später Nudelfabrikation, um 1880 wurde der Mahlbetrieb eingestellt, ab 1899 als Schramms Eiskellerei genutzt, 1936 abgerissen. |          |
|                | Hänsel-Schneidemühle Loschwitz                   | Dresden-Loschwitz, Grundstraße 80-82 (Karte) |               | ehem. Hänselmühle, Brettschneidemühle am Loschwitzbach, um 1870 Wasserbetrieb eingestellt, 1875 durch Unwetter zerstört, ab 1882 Holzverarbeitungsbetrieb „Dampfsäge- und Hobelwerk Ernst Weigelt“, 1925 durch Blitzschlag abgebrannt. |          |
|                | Hänsel-Mahlmühle Loschwitz                       | Dresden-Loschwitz, Grundstraße 76-78 (Karte) | 1782          | ehem. Hänsel-Mahlmühle; später Dampf-Bier-Brauerei Bühlau bei Dresden; Brauerei Loschwitz; Biergroßhandlung und Eiskellerei Loschwitz, um 1860 Mahlbetrieb eingestellt, ab 1887 Loschwitzer Brauerei des Dampfbrauereibesitzers Carl Adolf Heydel, 2013/14 Umbau zu Wohnungen. Wohnhaus/Landhaus mit rückwärtigem Nebengebäude in offener Bebauung; ursprünglich Mühle, 1887/88 gravierender, prägender Umbau und Ausbau, mit Fachwerk, weiten Dachüberständen und rückwärtigem Turmanbau im Sinne des Schweizerhausstils gestaltet, weitgehend original erhalten, Hinterhaus damals komplett neu errichtet, Wohnhaus des Besitzers der benachbarten Brauerei (Grundstraße 76), baugeschichtlich und ortsgeschichtlich bedeutend. | 09211205 |
|                | Standort der Niedermühle (Vettermühle) Loschwitz | Dresden-Loschwitz, Grundstraße 60-62 (Karte) |               | ehem. Niedermühle (Vettermühle)Loschwitz, Mehlmühle bis zur Mitte des 19. Jh. in Betrieb, ab 1854 Tintenfabrik Loschwitz von Christian August Leonhardi (1805–1865) der Vater des Malers Eduard Leonhardi, 1934 Verlegung der Tintenherstellung nach Trachau und Abbruch der Gebäude. |          |
| Weitere Bilder | Hentschel-Mühle; Rote Amsel; Leonhardi-Museum    | Dresden-Loschwitz, Grundstraße 26 (Karte)    | 18. Jh.       | ehem. Hentschelmühle Loschwitz, ab 1785 im Besitz der Familie Hentschel, um 1870 Mühlbetrieb eingestellt, 1881/84 Umbau des Mühlengebäudes zum Fachwerkhaus „Rote Amsel“, jetzt Leonhardi-Museum. Zwei Ateliergebäude, ehemaliges Mühlengebäude, Außenanlagen, Einfriedung und rückwärtige Stützmauer; Künstlerquartier, dann Museum, aus Mühlenkomplex hervorgegangen, malerisches und gestalterisch hervorgehobenes Anwesen vor allem des späten 19. Jahrhunderts, Künstlerhaus/Museum vom Fabrikdirektor und Maler Eduard Leonhardi gegründet, baugeschichtlich, ortsgeschichtlich und personengeschichtlich sowie künstlerisch bedeutend, zudem singulär.                                                                     | 09211194 |

### Liste von Mühlen am Wachwitzbach und Helfenberger Bach
Die Liste der ehemaligen Mühlen ist entsprechend der örtlichen Lage von der Quelle bis zur Mündung in die Elbe gegliedert.
| Bild                                    | Bezeichnung                                    | Lage                                                    | Datierung | Beschreibung | ID       |
| --------------------------------------- | ---------------------------------------------- | ------------------------------------------------------- | --------- | --- | -------- |
| Weitere Bilder                          | Pappritzmühle                                  | Dresden-Rochwitz, Wachwitzgrund 90 (Karte)              | 18. Jh.   | ehem. Pappritzmühle in Rochwitz; Mühlengebäude; heute als Wohnhaus genutzt, mit Fachwerkobergeschoss und Fachwerkgiebel, als charakteristisches ländliches Gebäude seiner Zeit baugeschichtlich bedeutend, als einstige Mühle des Ortes auch ortsgeschichtlich von Belang. | 09211605 |
| Weitere Bilder                          | Johannesbad Wachwitz                           | Dresden-Wachwitz, Wachwitzgrund 76 (Karte)              | 1874      | ehem. Wassermühle, später Johannesbad Wachwitz, alter Mahl- und Schneidemühlenstandort, 1874 Umbau zum Gasthaus. Ehemaliges Gasthaus mit Johannesturm; alter Mahl- und Schneidemühlenstandort, 1874/76 zum Gasthaus mit Aussichtsturm und seit 1939 beides als Wohnhaus genutzt, im Johannesturm wohnten die Maler Curt Rothe und Erhard Benscheck, Gebäude als Teil der überkommenen Dorfstraße zum Wachwitzer Rundling ortsgeschichtlich von Bedeutung, als Zeugnis ländlichen Architektur und Volksbauweise seiner Zeit auch architekturhistorisch bedeutend. | 09211811 |
| Weitere Bilder                          | Obere Wachwitzer Mühle; Talhaus                | Dresden-Wachwitz, Wachwitzgrund 56 (Karte)              | 1847      | ehem. Obere Wachwitzer Mühle; Wohnhaus in offener Bebauung; bis 1977 Wohnhaus des Malers Hans Jüchser, landhausartiges Gebäude mit schlichter Putzfassade, Krüppelwalmdach, baugeschichtlich von Bedeutung, als Zeugnis für die Entwicklung des einstigen Fischer- und Winzerdorfs zur beliebten Sommerfrische ab Mitte des 19. Jh. zudem stadtentwicklungsgeschichtlich bedeutend. | 09211829 |
|                                         | Wachwitzer Mühle; Schreitersche Mühle Wachwitz | Dresden-Wachwitz, Wachwitzgrund 18 (Karte)              | 1808      | ehem. Wachwitzer Mühle (auch Schreiters Mühle oder Schäfers Mühle Wachwitz), bis 1890 als Mahlmühle und Bäckerei genutzt, jetzt Wohnhaus; Mühlengebäude; heute als Wohnhaus genutzt, Datierung im Schlussstein, ortsgeschichtlich von Bedeutung, Gebäude als Teil der überkommenen Dorfstraße zum Wachwitzer Rundling ortsgeschichtlich von Bedeutung, als Zeugnis ländlichen Architektur und Volksbauweise seiner Zeit auch architekturhistorisch bedeutend. | 09211777 |
|                                         | Standort der Alten Wachwitzer Mühle            | Dresden-Wachwitz, Wachwitzgrund 8 (Karte)               |           | ehem. Alte Wachwitzer Mühle |          |
| Direkt Bild zu diesem Denkmal hochladen | Rittergut-Mühle; Hofe-Mühle Helfenberg         | Dresden-Helfenberg, Helfenberger Grund (Karte)          |           | ehem. Rittergut-Mühle oder Hofe-Mühle Helfenberg, 1895 abgerissen, genaue Lage unklar |          |
| Weitere Bilder                          | Mühle im Helfenberger Grund                    | Dresden-Helfenberg, Helfenberger Grund 11 (Karte)       |           | ehem. Mühle im Helfenberger Grund |          |
| Weitere Bilder                          | Papiermühle Helfenberg                         | Dresden-Helfenberg, Helfenberger Grund 8 (Karte)        | um 1890   | ehem. Papiermühle Helfenberg, später Chemische Fabrik Helfenberg am Helfenberger Bach; Fabrikantenvilla mit Unterbau, diversen Stützmauern, Zaun, Sockel eines Pavillons, dazu Empfangs- oder Verwaltungsgebäude, Fabrikgebäude über L-förmigem Grundriss dahinter (heute Max-Uhlig-Haus) und Toranlage; repräsentative historisierende Baugruppe mit Fachwerkzier, die Villa im Stil der Deutschen Renaissance errichtet, mit Runderker, stiltypischem Bauschmuck, wie Fächerrosetten, Beschlagwerk, Säulen am Eingang und Eckquaderungen, baugeschichtlich und erstere auch künstlerisch bedeutend, als Teile der einstigen Chemischen Fabrik von Eugen Dieterich auch ortsgeschichtlich wertvoll. | 09283741 |
| Weitere Bilder                          | Malzmühle Niederpoyritz                        | Dresden-Niederpoyritz, Eugen-Dieterich-Straße 5 (Karte) | um 1840   | ehem. Malzmühle Niederpoyritz am Helfenberger Bach; Einzeldenkmale der Sachgesamtheit Rittergut Niederpoyritz: Remise und Ställe oder Lagergebäude (Nr. 5), Brauerei (Nr. 7) und Mälzerei (Nr. 9); Gebäude werden heute anderweitig genutzt, architektonisch beeindruckende Zweckbauten aus dem zweiten Viertel des 19. Jahrhunderts, baugeschichtlich bedeutend, zudem als Teile des einstigen Rittergutes ortshistorisch von Belang. | 09211504 |

### Liste von Mühlen am Keppbach und Friedrichsgrundbach
Die Liste der ehemaligen Mühlen ist entsprechend der örtlichen Lage von der Quelle bis zur Mündung in die Elbe gegliedert.
| Bild                                    | Bezeichnung                     | Lage                                                   | Datierung         | Beschreibung | ID       |
| --------------------------------------- | ------------------------------- | ------------------------------------------------------ | ----------------- | --- | -------- |
| Direkt Bild zu diesem Denkmal hochladen | Herrschaftliche Mühle Schönfeld | Dresden-Schönfeld, Am Markt 2 (Karte)                  |                   | ehem. Schönfelder Mühle |          |
| Direkt Bild zu diesem Denkmal hochladen | Alte Mühle Schönfeld            | Dresden-Schönfeld, Mittelstraße 31-33 (Karte)          |                   | ehem. Alte Mühle Schönfeld |          |
|                                         | Bockmühle Schönfeld             | Dresden-Schönfeld, Zur Bockmühle 9 (Karte)             | 1799              | ehem. Bockmühle Schönfeld, Ortslage Eichbusch. Fachwerkhaus mit Anbau, bez. im Türsturz und am Giebel, freistehende Scheune (verbrettert) und Keller. | 09283720 |
| Weitere Bilder                          | Karschmühle                     | Dresden-Schönfeld, Mittelstraße 42 (Karte)             | 1. Hälfte 19. Jh. | ehem. Karschmühle (auch Felgners Mühle), Ortslage Eichbusch. Zweiseithof mit Wohnstallhaus und Scheune (Obergeschoss Fachwerk). | 09283650 |
| Weitere Bilder                          | Keppmühle                       | Dresden-Helfenberg, Keppgrund 6 (Karte)                | 1781              | ehem. Keppmühle; Mühlengebäude und Scheune; ehemals Getreidemühle mit zwei Anbauten, bez. 1781 im Korbbogen, bemerkenswerter Fachwerkbau, neben Zschonermühle markantester Bau dieser Art in Dresden, Aufenthaltsort von Carl Maria von Weber, baugeschichtlich, ortsgeschichtlich und personengeschichtlich von Bedeutung. | 09283747 |
| Direkt Bild zu diesem Denkmal hochladen | Weinberggut-Mühle               | Dresden-Rockau, Keppgrund 4 (Karte)                    |                   | ehem. Mühle am Weinberggut des Grafen Thun |          |
|                                         | Marschners Mühle                | Dresden-Rockau, Keppgrund 3 (Karte)                    |                   | ehem. Marschners Mühle Rockau |          |
|                                         | Huhles Mühle Rockau             | Dresden-Rockau, Keppgrund 2 (Karte)                    |                   | ehem. Huhles Mühle Rockau |          |
|                                         | Hosterwitzer Mühle              | Dresden-Hosterwitz, Dresdner Straße 107 (Karte)        |                   | ehem. Hosterwitzer Mühle oder Alte Säge Hosterwitz |          |
| Weitere Bilder                          | Reitzendorfer Mühle             | Dresden-Reitzendorf, Zur Reitzendorfer Mühle 1 (Karte) | 1852              | ehem. Reitzendorfer Mühle am Friedrichsgrundbach, Getreidemühle; Mühlengebäude mit rechtem Anbau, Wehranlage und eiserner Handschwengelpumpe; später auch als Gasthof genutzt, Zeugnis der ländlichen Müllerei und Versorgung, ortsgeschichtlich und versorgungsgeschichtlich von Bedeutung. | 09283693 |
| Weitere Bilder                          | Meixmühle Borsberg              | Dresden-Borsberg, Meixstraße 64 (Karte)                | 1892              | ehem. Meixmühle Borsberg im Friedrichsgrund; Gasthof mit zwei Hauptgebäuden (Haus 1 und Haus 2), Laube 1 und Laube 2, sogen. Wendenhof, sogn. Drachenburg mit Torhaus und Zitadelle, sowie Scheune, Schuppen und Teich; bemerkenswerte Anlage zwischen Historismus und Heimatstil, seinerzeit und auch heute eine der gestalterisch auffälligsten Ausflugsgaststätten von Dresden und dessen Umland, vor allem baugeschichtlich und ortsgeschichtlich bedeutend. | 09283671 |
|                                         | Pillnitzer Mühle                | Dresden-Pillnitz, An der Schäferei 1 (Karte)           | um 1900           | ehem. Pillnitzer Mühle, später Gasthaus, heute Wohnhaus, markanter historisierender Klinkerbau, baugeschichtlich und ortsgeschichtlich bedeutend. | 09211586 |

### Liste von Mühlen am Schullwitzbach
Die Liste der ehemaligen Mühlen ist entsprechend der örtlichen Lage von der Quelle bis zur Mündung in die Wesenitz gegliedert.
| Bild           | Bezeichnung                      | Lage                                                            | Datierung          | Beschreibung | ID       |
| -------------- | -------------------------------- | --------------------------------------------------------------- | ------------------ | --- | -------- |
|                | Hilms Mühle Schullwitz           | Dresden-Schullwitz, Am Triebenberg 12 / Bühlauer Straße (Karte) |                    | ehem. Hilms Mühle Schullwitz am Schullwitzbach, genaue Lage unklar, unterhalb vom Mühlteich bzw. Schulteich. Teich; in der Mitte durch Steg und hölzerne Brücke mit Sandsteinauflager in »Mühlteich« und »Schulteich« geteilt, ortsgeschichtlich von Bedeutung. | 09283554 |
| Weitere Bilder | Obermühle; Bienertmühle Eschdorf | Dresden-Eschdorf, Pirnaer Straße 55 (Karte)                     | 2. Viertel 19. Jh. | ehem. Obere Mühle Eschdorf am Schullwitzbach (Getreidemühle). Mühlenkomplex mit Wohnhaus, Speicher und Anbau zur Straße sowie rückwärtigem Trakt einschl. Technik; Geburtsstätte Gottlieb Traugott Bienert (geb. 1813), markante Anlage einer älteren Wassermühle, auffällig das Wohnhaus mit Krüppelwalmdach und Serlio-Motiv im Giebel, baugeschichtlich, ortsgeschichtlich, personengeschichtlich und technikgeschichtlich bedeutend. Siehe auch: Anmerkungen zu Mühlen der Müllerfamilie Bienert. | 09283593 |
| Weitere Bilder | Niedermühle Eschdorf             | Dresden-Eschdorf, Pirnaer Straße 76 (Karte)                     |                    | ehem. Niedermühle Eschdorf am Schullwitzbach; unter Denkmalschutz steht nur: Mühlengetriebe mit Kammrad; erhaltener Teil der Niederen Mühle, mit Bezeichnung 1817, technikgeschichtlich von Belang. | 09283585 |

## Liste von ehemaligen Schiffsmühlen an der Elbe
| Bild                                    | Bezeichnung                | Lage                                                         | Datierung | Beschreibung                                                           | ID |
| --------------------------------------- | -------------------------- | ------------------------------------------------------------ | --------- | ---------------------------------------------------------------------- | -- |
|                                         | Schiffsmühle Coswig-Kötitz | Coswig (Karte)                                               |           | ehem. Schiffsmühle Coswig-Kötitz, genaue Lage unklar                   |    |
| Direkt Bild zu diesem Denkmal hochladen | Schiffsmühle Gohlis        | Dresden-Gohlis, Obergohlis (Karte)                           |           | ehem. Schiffsmühle Gohlis                                              |    |
| Direkt Bild zu diesem Denkmal hochladen | Schiffsmühle Kaditz        | Dresden-Kaditz, Kaditzer Ufer (Karte)                        |           | ehem. Schiffsmühle Kaditz                                              |    |
| Direkt Bild zu diesem Denkmal hochladen | Schiffsmühle Neudorf       | Dresden-Neustadt, Leipziger Straße (Karte)                   |           | ehem. Schiffsmühle Neudorf                                             |    |
| Direkt Bild zu diesem Denkmal hochladen | Schiffsmühle Wachwitz      | Dresden-Wachwitz, bei Altwachwitz 14 (Karte)                 |           | ehem. Schiffsmühle Wachwitz                                            |    |
| Direkt Bild zu diesem Denkmal hochladen | Schiffsmühle Niederpoyritz | Dresden-Niederpoyritz, bei Pillnitzer Landstraße 170 (Karte) |           | ehem. Schiffsmühle Niederpoyritz                                       |    |
| Direkt Bild zu diesem Denkmal hochladen | Schiffsmühle Laubegast     | Dresden-Laubegast, Laubegaster Ufer (Karte)                  |           | ehem. Schiffsmühle Laubegast, Mahlbetrieb bis 1765, genaue Lage unklar |    |

## Weitere Mühlen in Dresden
Weitere Mühlen in Dresden waren Dampf- oder Motormühlen, z. B.
- Bienertsche Hafenmühle (1913), Waltherstraße 2
- Ölmühle Friedrichstadt, Weißeritzstraße 62
- Simmichs Dampfschneidemühle, Bautzner Straße 183
- Garnisonsmühle Dresden (1902/03), Elisabeth-Boer-Straße 7; 9

Es gab auch zahlreiche Windmühlen, z. B.
- Gohliser Windmühle
- Leutewitzer Windmühle
- Micktner Windmühle
- Reitzendorfer Windmühle
- Boxdorfer Windmühle
- ehem. Rähnitzer Windmühle
- ehem. Windmühle (Grützmühle) in Klotzsche, Oderstraße, um 1925 abgerissen[132]
- ehem. Windmühle Zaschendorf, nur noch das Windmüllerhaus ist erhalten

## Landkarten-Archiv
- Messtischblatt 417 Dresden (1910) (abgerufen am 24. Juli 2025)
- Messtischblatt 418 Bischofswerda (1910) (abgerufen am 24. Juli 2025)